# Carl-Axel Christiernsson
Carl-Axel "Kacka" Christiernsson, född 7 januari 1898 i Jakobs församling, Stockholms stad, död 27 oktober 1969 i Gustav Vasa församling, Stockholms län, var en svensk friidrottare (primärt häcklöpning) som tävlade för Kronobergs IK och 1928 retroaktivt utsågs till Stor grabb nummer 44 i friidrott. Han var son till grosshandlaren Axel Christiernsson och farfar till Lee Christiernsson.
Han hade det svenska rekordet på 110 meter häck 1921 till 1924.
Han vann SM-guld på 110 meter häck 1920, 1921 och 1922, på 400 meter häck åren 1920, 1921, 1922 och 1924, samt i femkamp år 1919.
Vid OS 1920 kom han sexa på 110 meter häck och femma på 400 meter häck. Vid OS 1924 kom han fyra på 110 meter häck.
År 1921 vann han det engelska mästerskapet i häcklöpning 440 yards på 55,4 sekunder, engelskt rekord. Under åren 1922 till 1926 var han med i ett antal tävlingar i USA och satte amerikanskt inomhusrekord i häcklöpning på tre distanser: 60 yards (7,6), 80 yards (10,4) och 100 yards (13,2).
Efter idrottskarriären blev han affärsman, reservofficer samt ordförande i Kronobergs IK. Carl-Axel Christiernsson är begravd på Norra begravningsplatsen utanför Stockholm.